# 小野夕子
小野 夕子（おの ゆうこ、1994年〈平成6年〉12月3日 - ）は、日本のAV女優。事務所はエイトマン所属。旧芸名は葵。

## 略歴・人物
秋田県出身。
2014年10月、葵名義でS1 NO.1 STYLEの専属女優としてAVデビュー。デビューのきっかけは、知り合いの紹介。有名志向がなかったため、当初は顔にモザイクが入る作品に1本だけ出演するつもりだった。
2019年12月、小野夕子へ改名し、FALENO専属女優となるが、2020年5月19日配信開始の作品『小野夕子 引退 射精後のチ◯ポをしゃぶり続けるスペルまみれフェラチオ Vol.2』をもってAV女優を引退した。
2021年1月、『アサヒ芸能』2021年1月28日特大号でのグラビア撮影で芸能復帰。同4月1日号でAV女優としての復帰を告知した。
光文社『FLASH』発表の2021年セクシー女優ランキング第28位。
2024年3月25日週FANZA通販フロアランキングにて、『欲求不満のパート妻達の性欲は底なしで奪い合うように短時間で3回づつ計6回射精さられた…。 美乃すずめ 小野夕子』が初登場1位となる。

## 作品

### アダルトビデオ

#### 葵 名義

##### S1 NO.1 STYLE専属期間
| 発売日  | タイトル                     | 規格品番 | 規格品番  | 備考       |
| 発売日  | タイトル                     | DVD      | BD        | 備考       |
| ------- | ---------------------------- | -------- | --------- | ---------- |
| 10月7日 | 新人NO.1 STYLE 葵 AVデビュー | SNIS-253 | 9SNIS-253 | デビュー作 |
| 11月7日 | 葵、イキます。初体験4本番    | SNIS-273 |           |            |
| 12月7日 | 巨根ズボズボ                 | SNIS-294 |           |            |

| 発売日   | タイトル                                                                                         | 規格品番 | 規格品番 | 備考                                   |
| 発売日   | タイトル                                                                                         | DVD      | BD       | 備考                                   |
| -------- | ------------------------------------------------------------------------------------------------ | -------- | -------- | -------------------------------------- |
| 1月7日   | 葵と同棲ズボズボ性活                                                                             | SNIS-313 |          |                                        |
| 2月7日   | 交わる体液、濃密セックス                                                                         | SNIS-333 |          |                                        |
| 3月7日   | 超高級風俗嬢                                                                                     | SNIS-354 |          |                                        |
| 4月7日   | 昼はボクの女上司、夜はオレの牝奴隷                                                               | SNIS-375 |          |                                        |
| 5月7日   | 秘密捜査官の女 強制される過剰エクスタシー                                                        | SNIS-398 |          |                                        |
| 6月7日   | 生保レディの枕営業                                                                               | SNIS-420 |          |                                        |
| 7月7日   | 痴漢願望の女 変態女教師編                                                                        | SNIS-441 |          |                                        |
| 8月7日   | 下着モデルをさせられて…                                                                          | SNIS-464 |          |                                        |
| 8月19日  | 葵 S1ギリモザ8時間ベスト Vol.1                                                                   | ONSD-959 |          | 単体ベスト 未公開映像収録。            |
| 9月1日   | エスワン七姉妹と同棲ハーレム性活 葵つかさ 奥田咲 小島みなみ 星野ナミ 葵 美里有紗 天使もえ        | AVOP-127 |          | 「AV OPEN 2015」女優部門エントリー作品 |
| 9月7日   | 美乳がポロリ 葵                                                                                  | SNIS-488 |          |                                        |
| 10月7日  | ポルチオ開発されたあの日から…                                                                    | SNIS-511 |          |                                        |
| 11月7日  | スーパーボディWキャスト4時間 葵 星野ナミ                                                         | SNIS-533 |          |                                        |
| 12月7日  | おま●こ、くぱぁ。 葵                                                                             | SNIS-557 |          |                                        |
| 12月19日 | エスワン七姉妹と同棲ハーレム性活【後編】葵つかさ 奥田咲 小島みなみ 星野ナミ 葵 美里有紗 天使もえ | SNIS-573 |          |                                        |

| 発売日  | タイトル | 規格品番 | 規格品番  | 備考       |
| 発売日  | タイトル | DVD      | BD        | 備考       |
| ------- | --- | -------- | --------- | ---------- |
| 1月7日  | スーパー黄金比BODYコスプレイヤー 発射まで着たまま6変身SEX                                                           | SNIS-580 |           |            |
| 2月7日  | 素人初解禁!! 葵ファン感謝祭 全員挿入OK! 素人お宅訪問ツアー                                                          | SNIS-599 |           |            |
| 3月7日  | '新米教師のわたしは、オッパイが大きいせいか思春期の生徒たちのオモチャにされ皆がいる前で全裸授業をさせられています。 | SNIS-618 |           |            |
| 4月7日  | 完全固定されて身動きが取れない 葵 腰がガクガク砕けるまでイッてもイッても止めない無限ピストンSEX                     | SNIS-636 |           |            |
| 5月19日 | 葵 S1ギリモザ8時間ベストVol.2                                                                                       | OFJE-035 | 9OFJE-035 | 単体ベスト |
| 6月7日  | 中から出てくる白濁汁                                                                                                | SNIS-669 |           |            |
| 7月7日  | どこでも出張風俗デリバリー! 街角で素人さんを逆ナンパしてHcup葵がご奉仕風俗プレイしちゃいます!                       | SNIS-688 |           |            |
| 8月7日  | 1ヵ月間セックスもオナニーも禁止されムラムラ全開でアドレナリン爆発! 痙攣しまくり性欲剥き出しFUCK                     | SNIS-707 |           |            |
| 9月7日  | おしっこ解禁 失禁・大洪水スペシャル                                                                                 | SNIS-727 |           |            |
| 10月7日 | エグい程の肉感AV 葵 乳・尻・結合が目前に迫る特殊映像＆徹底ローアングル                                              | SNIS-745 |           |            |
| 11月7日 | 完全緊縛されて無理やり犯された巨乳若妻                                                                              | SNIS-767 |           |            |
| 12月7日 | 最初はもの凄い亀頭なぶり、焦らし尽くして暴発寸前の超敏感チ●ポを、最後はパイズリでもの凄い大量挟射!!                 | SNIS-792 |           |            |

| 発売日  | タイトル                                                                                                   | 規格品番 | 規格品番  | 備考       |
| 発売日  | タイトル                                                                                                   | DVD      | BD        | 備考       |
| ------- | --- | -------- | --------- | ---------- |
| 1月13日 | 常に全身ローションだっくだくのご奉仕ぬるぬる爆乳ランジェリーメイド                                         | SNIS-815 |           |            |
| 1月25日 | 葵 S1 8時間ベストVol.3                                                                                     | OFJE-101 | 9OFJE-101 | 単体ベスト |
| 2月13日 | あなた公認で寢取られるわたし 旦那に覗かれながら日替わりで患者の性処理をさせられる若妻巨乳看護士 葵 24歳    | SNIS-842 |           |            |
| 3月7日  | 巨乳と桃尻がウリのヤレる回春チャイナ服エステサロン                                                         | SNIS-865 |           |            |
| 4月25日 | 常にハメシロ・イキ顔同時に丸見えアングルV 超卑猥ヌキ挿しアクションとエロイ表情を合わせて見てヌク新感覚映像 | SNIS-888 |           |            |
| 5月19日 | お義父さんのねっとりベロキスに感じはじめた、わたし…                                                        | SNIS-910 |           |            |
| 6月13日 | ノーブラ透け乳首でこっそりOKサインを出して誘惑してくるむっつり巨乳お姉さま                                 | SNIS-930 |           |            |
| 7月19日 | 温泉郷でひっそり営む巨乳サウナレディの精力増強･秘伝回春パイ圧マッサージ                                    | SNIS-953 |           |            |
| 8月25日 | 巨乳OL強・制・連・結 エスカレートしていく連日痴漢車両                                                      | SNIS-977 |           |            |
| 9月25日 | 大乱交解禁!! チ●ポ24本VS葵 常に肉棒を求めてイカセ合うノンストップ大量射精25連発 超乱交スペシャル           | SSNI-001 |           |            |

| 発売日   | タイトル | 規格品番 | 規格品番  | 備考       |
| 発売日   | タイトル | DVD      | BD        | 備考       |
| -------- | --- | -------- | --------- | ---------- |
| 1月19日  | 葵 S1 8時間ベストVol.4 | OFJE-134 |           | 単体ベスト |
| 4月13日  | 盗撮リアルドキュメント! 密着46日、葵のプライベートを激撮し、紹介されたバーの店員に扮したイケメンナンパ師に引っ掛かって、SEXまでしちゃった一部始終 | SSNI-170 |           |            |
| 5月7日   | 挑発的なお姉ちゃんがアナタの妄想を叶えるド鉄板激エロシチュエーション                                                                              | SSNI-196 |           |            |
| 6月7日   | 愛妻NTR 取引先の肉弾接待に使われた巨乳妻の寝とられVTR                                                                                             | SSNI-221 |           |            |
| 7月7日   | 究極の焦らしテクニックがウリのやみつきスローSEX専門風俗店                                                                                         | SSNI-246 |           |            |
| 8月7日   | オッパイ･尻肉ぶるんぶるん!!何度も自分で連続イキしちゃうわがまま腰うねり騎乗位ファック                                                             | SSNI-272 |           |            |
| 9月7日   | 3DCG同人史上もっともヌかれた名作を実写化! 夏の約束 ～お姉ちゃんとひと夏の思い出～                                                                 | SSNI-295 |           |            |
| 10月7日  | バレたくない状況で声も出せない 女教師サイレント強制レ●プ                                                                                          | SSNI-315 |           |            |
| 10月19日 | エスワン15周年スペシャル大共演 第1弾 4大スーパーボディ4輪車 最高級ハーレム風俗マンションへようこそ 奥田咲 星野ナミ 葵 松本菜奈実                  | SSNI-333 | 9SSNI-333 |            |
| 11月7日  | 優し過ぎて本番までご奉仕ハッスル!! Hcupプルプルおっパブ嬢                                                                                         | SSNI-338 |           |            |
| 12月7日  | 絶対にお持ち帰りできる海の家ナンパ相席居酒屋 | SSNI-360 |           |            |

| 発売日  | タイトル | 規格品番 | 規格品番  | 備考       |
| 発売日  | タイトル | DVD      | BD        | 備考       |
| ------- | --- | -------- | --------- | ---------- |
| 1月7日  | 絶頂してピクピクしているおま●こを 容赦なく突きまくる怒涛のおかわり激ピストン性交                                 | SSNI-382 |           |            |
| 1月19日 | 葵 S1 8時間ベスト Vol.5                                                                                          | OFJE-182 | 9OFJE-182 | 単体ベスト |
| 2月7日  | 愛する夫のために人妻が風俗に陥った理由                                                                           | SSNI-402 |           |            |
| 3月7日  | パンチラ誘惑で全力アピールしてくる彼女の巨乳姉と、誘惑に負けちゃう最低な僕。                                     | SSNI-424 |           |            |
| 4月7日  | 押しに弱くてイヤだと言えない受付嬢とエロ整体師                                                                   | SSNI-444 |           |            |
| 5月7日  | たっぷりローションで責め勃てる 粘着痴女テク連続射精セックス12連発                                                | SSNI-466 |           |            |
| 6月7日  | 拝啓、わたくし(愛妻家)単身赴任中に隣に越してきた無愛想な文学女子(巨乳)に不覚にも欲情し、寝取られてしまいました。 | SSNI-485 |           |            |

| 発売日 | タイトル                                                     | 規格品番 | 規格品番  | 備考       |
| 発売日 | タイトル                                                     | DVD      | BD        | 備考       |
| ------ | ------------------------------------------------------------ | -------- | --------- | ---------- |
| 1月7日 | エスワン全47タイトル全252コーナー コンプリートBEST 12時間 葵 | OFJE-228 | 9OFJE-228 | 単体ベスト |
| 7月7日 | 犯された葵 8時間まるごとレ×プCOLLECTION                      | OFJE-254 | 9OFJE-254 | 単体ベスト |

#### 小野夕子 名義

##### FALENO star専属期間
FALENOは『配信特化型AVメーカー』を掲げているため、配信日も記載しています。
| 配信日                                    | DVD 発売日     | タイトル | 品番      | 備考       |
| ----------------------------------------- | -------------- | --- | --------- | ---------- |
| 2019年12月24日                            | 2020年1月9日   | 謎のFALENO star専属 この巨乳美女は誰だ!? 小野夕子                                                                                    | FSDSS-007 |            |
| 2020年1月12日(vol.1) 2020年1月26日(vol.2) | 2020年2月6日   | 騎乗位の練習が大好きな隣人はドスケベ巨乳お姉さん♪ 小野夕子                                                                           | FSDSS-014 |            |
| 2020年2月14日(vol.1) 2020年2月28日(vol.2) | 2020年3月26日  | 巨乳介護士の射精管理 抜きまくりスペシャル 小野夕子                                                                                   | FSDSS-019 |            |
| 2020年3月8日(vol.1) 2020年3月20日(vol.2)  | 2020年4月9日   | セレブ妻と労働階級オヤジのねっとりベロキス不倫性交 小野夕子                                                                          | FSDSS-027 |            |
| 2020年4月7日(vol.1) 2020年4月30日 (vol.2) | 2020年5月8日   | 極上の美女が濃密ご奉仕 快楽漬け温泉旅行 小野夕子                                                                                     | FSDSS-037 |            |
| 2020年5月5日(vol.1) 2020年5月19 (vol.2)   | 2020年6月11日  | 小野夕子 引退 射精後のチ○ポをしゃぶり続けるスペルまみれフェラチオ                                                                    | FSDSS-046 |            |
| 2021年4月24日                             | 2021年5月20日  | 奇跡の復活 300日ぶりのSEX、禁欲超開放の瞬間 即ノンストップイキすぎ絶頂オーガズム3本番 小野夕子                                       | FSDSS-230 |            |
| 2021年5月22日                             | 2021年6月24日  | 逆NTR「妻が家で待っているのに…」 飲み会後、終電を逃して巨乳部下とホテルで2人きり。 朝まで痴女られ限界射精し続けた金曜の夜。 小野夕子 | FSDSS-245 |            |
| 2021年6月25日                             | 2021年7月22日  | 乳首を弄び小悪魔的接客で何度も チ○ポをバカヌキする痴女メンズエステ 小野夕子                                                          | FSDSS-257 |            |
| 2021年6月25日                             | 2021年7月22日  | ドスケベ巨乳お姉さんのフルコース痴女プレイ 小野夕子BEST8時間                                                                         | FCDSS-011 | 単体ベスト |
| 2021年7月17日                             | 2021年8月26日  | 巨乳上司と童貞部下が出張先の相部屋で凄絶性交 小野夕子                                                                                | FSDSS-272 |            |
| 2021年8月21日                             | 2021年9月23日  | 小野夕子の超スケベなプライベートAV!! 完全二人きりの温泉旅行で遂に見せた 何でもアリの素顔丸見え超リアルSEX映像                        | FSDSS-287 |            |
| 2021年9月18日                             | 2021年10月21日 | 向かい部屋のHcupお姉さん 美巨乳に誘われ肉欲に溺れる絶倫性交の日々 小野夕子                                                           | FSDSS-302 |            |
| 2021年10月17日                            | 2021年11月25日 | 「私のおっぱい気になるの?」からかわれて勃起したボクは 先輩の巨乳彼女とパイズリSEXしまくった… 小野夕子                                | FSDSS-318 |            |
| 2021年11月28日                            | 2021年12月23日 | 野獣のように素人男に跨って 溜まった性欲を爆発させる覚醒ファック 小野夕子                                                             | FSDSS-333 |            |
| 2021年12月26日                            | 2022年1月27日  | ヌキ過ぎ注意! デカパイ逆バニーちゃんの イキ過ぎたサービスが話題の神風俗 小野夕子                                                     | FSDSS-349 |            |
| 2022年1月30日                             | 2022年2月23日  | ヤンデレ女教師の病的で一途な求愛で、 気が狂うほど禁断交尾に明け暮れてしまった僕 小野夕子                                             | FSDSS-363 |            |
| 2022年2月27日                             | 2022年3月24日  | ムカつく嫌がらせ上司のセクハラチ●ポに 身体だけは抗えず毎日オフィスで胸糞絶頂 小野夕子                                                | FSDSS-374 |            |
| 2022年3月27日                             | 2022年4月21日  | 性欲剥き出しで生徒を食い漁る 汗だくパーソナルトレーナー 小野夕子                                                                     | FSDSS-391 |            |
| 2022年4月24日                             | 2022年5月26日  | 120分ノンストップでハメ倒すイキ狂い超乱交 小野夕子                                                                                   | FSDSS-406 |            |
| 2022年5月29日                             | 2022年6月23日  | ハルノケダモノ 都会の肉食セレブが上京したての純朴チ○ポを 逆ナン連れ込み種絞りファック 小野夕子                                       | FSDSS-419 |            |
| 2022年6月26日                             | 2022年7月21日  | 性悪でド変態な義父に犯され 軽蔑しながら睨みイキし続ける巨乳妻 小野夕子                                                               | FSDSS-435 |            |
| 2022年7月24日                             | 2022年8月25日  | ふわふわHcupおっぱいで 毎日とことん甘やかしてくれるダメ男製造機カノジョ 小野夕子                                                     | FSDSS-452 |            |
| 2022年8月28日                             | 2022年9月22日  | 仕事の憂さ晴らしに呼んだ高級デリヘル嬢がまさかの高飛車女上司。弱みを握っていつでもヤレる俺専用M女に調教、始めました。小野夕子        | FSDSS-468 |            |
| 2022年9月28日                             | 2022年10月20日 | セックス直前で別れた元カノと偶然再会 都合のいい最高の女と理性を忘れて朝まで不倫性交 小野夕子                                         | FSDSS-483 |            |
| 2022年10月24日                            | 2022年11月23日 | 彼女の不在中、彼女のお姉さんと追撃ピストン騎乗位で 何度も何度も発射されられた3日間 小野夕子                                          | FSDSS-497 |            |
| 2022年11月22日                            | 2022年12月22日 | 突然の豪雨にホテルで雨宿り 絶倫部下に何度も何度もイカされたワタシ。小野夕子                                                          | FSDSS-513 |            |
| 2022年12月20日                            | 2023年1月26日  | 妻が真横にいるのに… スカートの中でこっそり誘惑ハメしてくる 跨りブライダルエステティシャン 小野夕子                                   | FSDSS-530 |            |
| 2023年1月19日                             | 2023年2月23日  | 唾液じゅるじゅる大人の口づけ… 肉厚ベロチュウ家庭教師の濃密ベロキスレッスン 小野夕子                                                  | FSDSS-548 |            |
| 2023年2月17日                             | 2023年3月23日  | お口が寂しくなるとフェラ魔になる美人バイトと 朝までジュポジュポちんしゃぶセックス 小野夕子                                           | FSDSS-560 |            |
| 2023年3月17日                             | 2023年4月20日  | 残業中に大嫌いな上司から 週5で粘着おっぱいハラスメントをされ続けて 即イキ敏感体質に改善された女子社員 小野夕子                       | FSDSS-573 |            |
| 2023年4月29日                             | 2023年5月25日  | 誰もが羨む美人巨乳秘書からの逆パワハラで 無様射精を繰り返している社長の俺 小野夕子                                                   | FSDSS-586 |            |
| 2023年5月28日                             | 2023年6月22日  | 無愛想だけどカラダの相性は抜群で 呼べばいつでもすぐに来る極上セフレと 好き放題タダマンSEX 小野夕子                                   | FSDSS-612 |            |
| 2023年6月23日                             | 2023年7月20日  | 「私のせいでゴメンナサイ…」 無意識誘惑でフル勃起するボクに責任を感じて 謝りご奉仕してくる隣人妻 小野夕子                             | FSDSS-624 |            |
| 2023年7月27日                             | 2023年8月24日  | 美容部員の妻が義父の整体院で受けた 粘着卑猥マッサージで悶えイキしてるなんて… 小野夕子                                                | FSDSS-636 |            |
| 2023年8月24日                             | 2023年9月21日  | 悪臭漂う絶倫こどおじニートに逆らう事もできず 犯され続けた美尻家政婦 小野夕子                                                         | FSDSS-648 |            |
| 2023年9月8日                              | 2023年10月12日 | FALENO最乳Ｈカップ痴女お姉さん 小野夕子のザーメン狩り40本番12時間ベスト!!                                                            | FCDSS-061 | 単体ベスト |
| 2023年9月25日                             | 2023年10月26日 | 隣の人妻と… 僕の部屋にやってくる奥さんの色気に負けて 何度も何度もセックスしてしまった 小野夕子                                       | FSDSS-660 |            |
| 2023年10月27日                            | 2023年11月23日 | 「今日は旦那が居ないからウチで飲み直す?」 同窓会で再会した元カノのノーパンノーブラ姿に興奮して 一線を越えちゃった僕 小野夕子         | FSDSS-673 |            |
| 2023年11月28日                            | 2023年12月21日 | 僕の人生を台無しにしようとする義理の姉に復讐催眠 小野夕子                                                                            | FSDSS-693 |            |
| 2023年12月30日                            | 2024年1月25日  | クリアするまで帰れない即ハメチャレンジ! ミッション失敗するたびに激ピストンで強制アクメ 小野夕子                                      | FSDSS-704 |            |
| 2024年1月21日                             | 2024年2月22日  | 唯一ムニっなシルキーおっぱいでチ○ポを包み込み ザーメンを搾り取るパイズリ挟射 小野夕子                                                | FSDSS-720 |            |

##### DAHLIA専属期間
DAHLIAは「配信特化型AVメーカー」を掲げているため、配信開始日も記載しています。
| 配信日         | DVD 発売日     | タイトル | 品番      | 備考 |
| -------------- | -------------- | --- | --------- | ---- |
| 2024年2月29日  | 2024年3月20日  | 隣に住む童貞を誘惑し、 絶倫チ◯ポを騎乗位でヌキまくる欲求不満妻 小野夕子                                                                                       | DLDSS-310 |      |
| 2024年3月20日  | 2024年4月25日  | 欲求不満のパート妻達の性欲は 底なしで奪い合うように 短時間で3回づつ計6回射精さられた…。 美乃すずめ 小野夕子                                                   | DLDSS-289 |      |
| 2024年4月26日  | 2024年5月23日  | 自宅サロンで再会した クズだけどカラダの相性だけは最高な元カレに 何度もNTRれ続けた人妻エステティシャン 小野夕子                                                | DLDSS-311 |      |
| 2024年5月27日  | 2024年6月20日  | デカ尻揺れる人妻ランナーの 脚力・尻力増強スロースクワット騎乗位 小野夕子                                                                                      | DLDSS-313 |      |
| 2024年6月27日  | 2024年7月25日  | Hカップ乳と淫語で脳がトロけ 射精数がバグる超高級オナサポASMR 小野夕子                                                                                         | DLDSS-317 |      |
| 2024年7月28日  | 2024年8月22日  | 隣の巨乳妻が家の風呂を借りに来た! 湯温42度の汗だく性交バスルーム 小野夕子                                                                                     | DLDSS-320 |      |
| 2024年8月26日  | 2024年9月12日  | 乳首ビンビン爆乳スナックママのべろべろベロキス誘惑 ダイナミック肉感アングル 小野夕子                                                                          | DLDSS-333 |      |
| 2024年9月30日  | 2024年10月24日 | 引っ越しパートNTR 汗臭い絶倫マッチョな男たちに 夫に内緒で週5で抱かれているワタシ。小野夕子                                                                    | DLDSS-346 |      |
| 2024年10月31日 | 2024年11月21日 | エグい程の快感でチクイキ射精させるチク活痴女 小野夕子 | DLDSS-355 |      |
| 2024年11月25日 | 2024年12月26日 | 【ブラ外して?】夫のいない昼下がり高級ランジェリーで 童貞●●●●を誘う人妻 小野夕子                                                                               | DLDSS-368 |      |
| 2024年12月24日 | 2025年1月23日  | 汗だくデカ尻家事代行お姉さん女人禁制! 新入社員寮（エアコン故障中）でせわしなく働き揺れ動く 汗濡れ下半身ラインに勃起するとこっそり抜いてくれるらしい… 小野夕子 | DLDSS-375 |      |
| 2025年1月27日  | 2025年2月20日  | セックスレスを相談したママ友に紹介された女性用風俗で、 イケメン年下セラピストのチ○ポに恋した巨乳人妻の純愛。 小野夕子                                         | DLDSS-385 |      |

### アダルトVR
葵 名義
| 発売日  | タイトル | 品番     | メーカー      | 備考   |
| 2017年  | 2017年 | 2017年   | 2017年        | 2017年 |
| ------- | --- | -------- | ------------- | ------ |
| 9月7日  | 長尺VR×S1 超リアルAV体験! Hcup葵の初VRド迫力セックス!                                                                                | SIVR-007 | S1 NO.1 STYLE |        |
| 2019年  | |          |               |        |
| 1月25日 | エスワン初! HQ超高画質!! リベンジVR 昔、僕をパシリにしていた イジメッ子がデリヘル嬢に転落し立場逆転!? 本番無理強い完全いいなり報復VR | SIVR-037 | S1 NO.1 STYLE |        |

小野夕子 名義
| 発売日  | タイトル                                                                           | 品番      | メーカー | 備考   |
| 2021年  | 2021年                                                                             | 2021年    | 2021年   | 2021年 |
| ------- | ---------------------------------------------------------------------------------- | --------- | -------- | ------ |
| 8月27日 | 魅惑のドスケベ巨乳お姉さんに 焦らしに焦らされる ベロチュー淫語責めM性感プレイ7射精 | FSVSS-007 | FALENO   |        |
| 9月24日 | 男を骨抜きにする 常に舐めじゃくり全身リップ性交                                    | FSVSS-008 | FALENO   |        |

### イメージビデオ
葵 名義
| 発売日   | タイトル              | 規格   | 品番       | メーカー               | 備考   |
| 2015年   | 2015年                | 2015年 | 2015年     | 2015年                 | 2015年 |
| -------- | --------------------- | ------ | ---------- | ---------------------- | ------ |
| 4月28日  | Puberty 葵            | DVD    | R-626      | オルスタックソフト販売 |        |
| 7月24日  | らぶぱら 葵           | DVD    | TSDS-42094 | 竹書房                 |        |
| 10月30日 | 湯けむりおっぱい 葵   | DVD    | R-636      | オルスタックソフト販売 |        |
| 2016年   |                       |        |            |                        |        |
| 1月29日  | エンジェル・ハート 葵 | DVD    | MBR-AL004  | スパイスビジュアル     |        |

### 写真集
葵 名義
- らぶぱら 葵（2014年12月20日、竹書房、撮影：マキハラススム）ISBN 978-4-8019-0129-2 [31]
- Hollyhock（2016年10月22日、ジーオーティー、撮影：野澤亘伸）ISBN 978-4-86084-733-3 [32]

### ポーズ集
葵 名義での参加
- スーパー・ポーズブック ヌード編 6（2015年10月16日、コスミック出版、撮影：KANJI、監修：島本耕司）ISBN 978-4-7747-9128-9
- スーパー・ポーズブック Special編 02（2016年8月23日、コスミック出版、撮影：KANJI、監修：島本耕司）ISBN 978-4-7747-9134-0

### デジタル写真集
小野夕子 名義
- 週刊ポストデジタル写真集 「湘南の女 夕子」（2019年11月11日、小学館、撮影：西田幸樹）[33]
- 週刊ポストデジタル写真集 神戸の女 VS 湘南の女 愛をちょうだい（2019年12月23日、小学館、撮影：西田幸樹）[34]
- That's Nude!（2021年1月15日、小学館、撮影：笠井爾示）[35]
- 無機質な女（2021年12月8日、FALENO、撮影：西田幸樹）
- 神戸の女 VS 湘南の女 〜特装合本版〜 美乃すずめ 小野夕子（2022年4月28日、小学館、撮影：西田幸樹）[注 1]

## 製品

### アダルトグッズ
オナホール
- なでしこ名器  葵（2016年3月25日、EXE）
- くぱぁ -葵-（2017年4月25日、EXE）
- FALENO STAR HOLE 小野夕子（2024年10月4日、YURA）

## 出演・掲載

### Vシネマ
- 義理の娘が眩しすぎて。（2016年1月6日、アルバトロス、監督：城定夫）- 智美 役

### テレビ
葵 名義
- Sweet Angel #43（2014年10月17日、MONDO TV）
- チャンネル生回転TV Midnightザップ!（2015年2月11日、BSスカパー!）
- もう!バカリズムさんのドH!（2016年2月29日、NOTTV）
- 今日のあまつか（#17、#18、2016年10月17日、11月18日、エンタ!959）

### ゲーム
- 新宿スカウトバトル（2019年12月2日、DMM GAMES）- 愛貴道を使う格闘家・葵役[37]

### 雑誌
葵 名義
- 週刊実話 2016年11月3日号（日本ジャーナル出版）- 袋とじ「Hカップ女優の最新ヘアヌード!! 濡れそぼつ花弁」
- 週刊実話 2017年2月16日号（日本ジャーナル出版）- グラビア「濡れそぼつ温泉ヌード （彩乃なな、希崎ジェシカ、葵、緒川凛、友田彩也香、西野翔、さくらゆら）」

小野夕子 名義
- 日本カメラ 2019年9月号（日本カメラ社）- 表紙モデル（撮影：笠井爾示）
- 週刊ポスト 2021年1月29日号（小学館）- グラビア「美乃すずめ 小野夕子  いつまでも愛でたいヌード」

### Webグラビア
葵 名義
- Graphis Gals 「A」（2015年2月、グラフィス、撮影：浜田一喜）
- Graphis LIMITED EDITION（2015年11月、グラフィス、撮影：浜田一喜）
- Graphis Gals 「Float On」（2016年2月、グラフィス、撮影：浜田一喜）
- Graphis Gals 「Allure」（2018年6月、グラフィス、撮影：浜田一喜）
- Graphis LIMITED EDITION（2019年1月、グラフィス、撮影：浜田一喜）